# 華麗なる殺人
『華麗なる殺人』（かれいなるさつじん、原題: La decima vittima, 別題: The 10th Victim）は、1965年のイタリア映画。

## 概要
ロバート・シェクリイの短編「七番目の犠牲者」を映画化。21世紀を舞台に闘争本能を満足させるべく為の殺人ゲームを合法化した近未来を描いたというサスペンスコメディ。
デスゲームの先駆的作品であるが、残酷描写は少ないのが特徴である。007シリーズでボンドガールを務めたウルスラ・アンドレスがセクシーなヒロインを演じている。

## スタッフ
- 監督・脚本：エリオ・ペトリ
- 製作：カルロ・ポンティ
- 原作：ロバート・シェクリイ
- 脚本：トニーノ・グエッラ、ジョルジオ・サルヴィオーニ、エンニオ・フライアーノ
- 撮影：ジャンニ・ディ・ヴェナンツォ
- 音楽：ピエロ・ピッチオーニ

## キャスト
- マルチェロ・マストロヤンニ（日本語吹替：羽佐間道夫）
- ウルスラ・アンドレス
- エルザ・マルティネリ
- マッシモ・セラート